# Рошшуар (кратер)
Рошшуар (фр. Rochechouart-Chassenon) — ударный кратер диаметром 20-25 км во Франции, в департаменте Верхняя Вьенна (45°49′27″ с. ш. 0°46′54″ в. д.). Появился в результате падения астероида 201±2 млн лет назад, на границе триаса и юры. За прошедшее время сильно разрушен эрозией и сейчас не выделяется в рельефе.
Изначальный (до разрушения) диаметр кратера оценивается в 40-50 км. Изучение строения земной коры в этой зоне проводилось самыми современными методами сейсмической разведки, и на основании всех полученных данных было вычислено, что скорость метеорита составляла 20 км/с (72 000 км/ч), масса тела — 6 млрд тонн, его радиус — 750 м (при плотности 3,4 г/см³).